# Żaby zielone

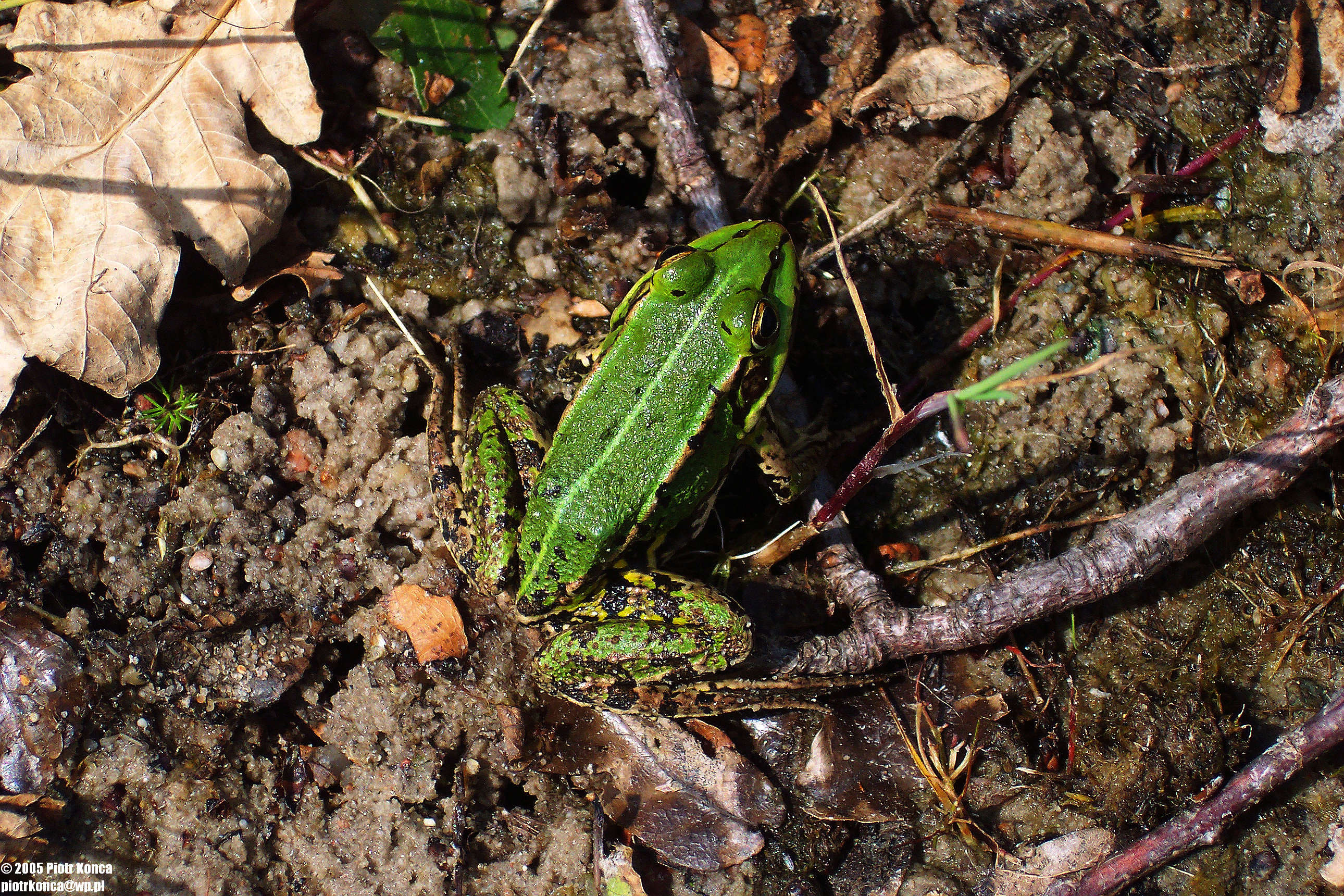
Żaba jeziorkowa

Żaby zielone (Rana esculenta complex czyli kompleks żab zielonych) – sztuczna grupa systematyczna (czasami grupuje się je w podrodzaj) powstała z przyczyn praktycznych jako przeciwstawna dla grupy żab brunatnych.
Żaby zielone odróżnia się od żab brunatnych po następujących cechach:
| Żaby zielone                                             | porównywany element                                                                                 | Żaby brunatne                                                  |
| -------------------------------------------------------- | --------------------------------------------------------------------------------------------------- | -------------------------------------------------------------- |
| brak                                                     | plamy skroniowe (ciemna plama z boku głowy, za okiem) (m. temporales) i plamy kątowe (m. angularis) | obecne                                                         |
| obecna                                                   | zieleń w ubarwieniu strony grzbietowej                                                              | brak                                                           |
| obecna                                                   | linia kręgowa (linea vertebralis)                                                                   | brak                                                           |
| sięga do czubków palców                                  | błona pławna tylnych stóp                                                                           | nigdy nie sięgają końca palców                                 |
| postacie dorosłe silne związanie ze środowiskiem wodnym. | środowisko                                                                                          | związanie ze środowiskiem lądowym w większości cyklu życiowego |
| po dłuższym okresie żerowania od opuszczenia zimowiska   | okres godowy                                                                                        | nie poprzedzony okresem żerowania                              |
| - żaba śmieszka - żaba jeziorkowa - żaba wodna           | gatunki występujące w Polsce                                                                        | - żaba trawna - żaba moczarowa - żaba dalmatyńska              |

Trzy gatunki zaliczane do żab zielonych są bardzo trudne do rozróżnienia, a dodatkowo jeden z nich (żaba wodna) jest naturalnym mieszańcem dwóch pozostałych – zjawisko to zwane jest hybrydyzacją. Gatunki te mogą się ze sobą swobodnie krzyżować, a mieszańce są płodne. W czasie powstawania gamet przed mejozą dochodzi jednak do hybrydogenezy. Do gamet przekazywane są niezrekombinowane genomy jednego gatunku rodzicielskiego, zaś genomy drugiego gatunku są usuwane przed zakończeniem gametogenezy. W przypadku osobników diploidalnych usuwany jest genom gatunku Rana lessonae. W rezultacie trwałość większości populacji zapewniona jest dzięki stałemu dopływowi genów obu gatunków. Wyjątek stanowią czyste populacje Rana esculenta, występujące w północnych Niemczech, Danii i południowej Szwecji. Tam geny gatunku Rana ridibunda pochodzą od diploidalnych samic (ridibunda-lessonae), zaś gatunku Rana lessonea od triploidalnych samców (ridibunda-lessonae-lessonae).

## Literatura
- Leszek Berger, "Płazy i gady Polski - Klucz do oznaczania" - Wydawnictwo Naukowe PWN, Warszawa-Poznań 2000 (ISBN 83-01-13139-X)